# Tékes
Tékes is een plaats (község) en gemeente in het Hongaarse comitaat Baranya. Tékes telt 266 inwoners (2001).